# Honda CBR 900 RR Fireblade
De Honda Fireblade (of CBR 900 RR) is een motorfiets van het Japanse merk Honda en werd in 1992 op de markt gebracht.
In een periode waarin de meeste concurrenten van Honda bezig waren met de productie van grote, zware sportmotoren, gebruikte dit Japanse bedrijf een nieuw vormgevingsconcept. Het idee was eenvoudig: motorblok en frame gelijktijdig ontwikkelen tot een perfect geheel. Het was de bedoeling om een nieuwe  750cc motor te bouwen maar is dan uiteindelijk een 893cc geworden met een vermogen van een 1000cc en een lichtgewicht sturend frame van een 600cc.  Onder leiding van ingenieur Tadao Baba werd een compacte, lichtgewichtmachine ontwikkeld met 120 pk aan boord en een goed stuurgedrag en eenTotal Control spirit. Toegegeven; in 1985 werd met de komst van de Suzuki GSX/R750 de nieuwe light/high power toon ingezet, echter de intro van de Fireblade deed veel meer (gespreks) stof opwaaien zowel in de positieve als in de negatieve zin des woords: te veel vermogen in combinatie met laag gewicht, geometrie,(16" voorwiel, extreme balhoofdshoek, geen stuurdemper). Er was een nieuwe revolutie ontketend in supersport-motorfietsland. Pas met de komst van de Yamaha R1, de Kawasaki ZX9R in de jaren 2000 en later de Suzuki GSX/R1000 werden de prestaties genivelleerd tussen de onderliggende partijen.  
De Fireblade is in verschillende gedaanten tot op vandaag in productie gebleven, maar het laatste model is een geheel nieuw ontwerp, de CBR1000RR genoemd.
De modellen veranderen per jaar van kleur, per twee jaar van model en soms van cilinderinhoud.
- SC 28: 1992 - 1995, 893cc
- SC 33: 1996 - 1999, 919cc
- SC 44: 2000 - 2001, 929cc
- SC 50: 2002 - 2003, 954cc
- SC 57: 2004 - 2007, 998cc
- SC 59: 2008 -     , 999,5cc